# IMAM
Pour l’article ayant un titre homophone, voir Imam.
La société Industrie Meccaniche Aeronautiche Meridionali - IMAM SpA était un constructeur aéronautique italien dont le siège social était situé à Naples. La société a été créée en 1923 par Nicola Romeo, le fondateur du constructeur automobile Alfa Romeo. La société a fabriqué des avions militaires depuis sa création jusqu'à la fin de la Seconde Guerre mondiale.

## Histoire
La société IMAM SpA est une branche de la Società Anonima Officine Ferroviarie Meridionali Société Anonyme Constructions Ferroviaires Méridionales dont Nicola Romeo était propriétaire. À partir de 1923, il voulut se lancer dans la fabrication d'avions et créa, au sein du site industriel de Naples, la société IMAM.
En 1925, la société achète une licence auprès du jeune constructeur aéronautique hollandais Fokker, créé en 1912.
Le développement mis en œuvre par IMAM conduira à la réalisation de son premier avion, le Romeo Ro.1, un bombardier biplan utilisé aussi comme avion de reconnaissance. À ses débuts, la société a produit en sous-traitance de Fiat Aviazione de nombreux composants et parties d'avions.
En 1927, la société IMAM SpA est officiellement créée et immatriculée et indépendante de la société OFM, ce qui lui permettra de commercialiser ses fabrications sous son nom.
Les modèles IMAM Ro.37 et Ro.43 n'obtinrent pas le même succès que le Ro.1 mais furent largement utilisés lors de la guerre des Balkans. Le modèle Ro.41 sera apprécié comme avion d'entrainement par la Regia Aeronautica.
En 1936, la société est rachetée par le Breda Aero. 
Les modèles suivants, les Ro.57 et Ro.58, chasseurs bimoteurs lourds demandaient certaines connaissances et pratiques de vol pour des pilotes expérimentés. Le Ro.63, avion de liaison et d'observation, d'une qualité et fiabilité comparable, voire supérieure à son concurrent allemand Fieseler Fi 156 ne pourra jamais être fabriqué en quantité suffisante pour satisfaire les commandes en raison des restrictions de guerre.
Après avoir été rachetée en 1946 par Finmeccanica, en 1950, la société IMAM SpA est fusionnée dans le groupe Aerfer, une autre société aéronautique du groupe Finmeccanica filiale du groupe public IRI. En 1969, Aerfer fusionne avec Fiat Aviazione pour former Aeritalia. 

### Avions construits
La société IMAM a maintenu dans la dénomination de ses productions, le signe Ro pour Romeo, le nom sous lequel fut commercialisé le premier appareil, le Ro.1.
- IMAM Ro.1, produit avant la création de la société IMAM, a souvent été appelé Romeo Ro.1.
- IMAM Ro.1bis
- IMAM Ro.5
- IMAM Ro.10
- IMAM Ro.30
- IMAM Ro.37 Lince
- IMAM Ro.41
- IMAM Ro.43
- IMAM Ro.44 Octopus
- IMAM Ro.45
- IMAM Ro.51
- IMAM Ro.57
- IMAM Ro.58
- IMAM Ro.63

La société Aerfer a produit :
- Aerfer Sagittario 2[1] ;
- Aerfer Ariete[2].